# Aleksandr Łazuszyn
Aleksandr Walerjewicz Łazuszyn (ros. Александр Валерьевич Лазушин; ur. 9 kwietnia 1988 w Jarosławiu) – rosyjski hokeista.

## Kariera
- Łokomotiw 2 Jarosław (2003-2007)
- Jużnyj Urał Orsk (2007-2010)
- Łokomotiw Jarosław (2010)
- Łoko Jarosław (2010)
- Mietałłurg Nowokuźnieck (2010-2013)
  -  Jermak Angarsk (2011)
- Dinamo Moskwa (2013-2017)
  -  Dinamo Bałaszycha (2013-2017)
- Łada Togliatti (2017-2018)
- Kunlun Red Star (2018-2019)
- Łokomotiw Jarosław (2019-)
- Kunlun Red Star (2020)
- Dinamo Ryga (2020)
- HC 07 Detva (2021)
- Kunlun Red Star (2021)
- Admirał Władywostok (2021-)

Wychowanek klubu Torpedo Niżny Nowogród. Od grudnia 2010 do 2013 zawodnik Mietałłurga Nowokuźnieck. Od maja 2013 zawodnik Dinama Moskwa. Od czerwca 2017 zawodnik Łady. W czerwcu 2018 przeszedł do chińskiego klubu Kunlun Red Star, grającego w KHL. W maju 2019 przeszedł ponownie do Łokomotiwu Jarosław. W sierpniu 2020 ponownie został graczem Kunlunu, skąd w drugiej połowie października 2020 przeszedł do łotewskiego Dinama Ryga. Stamtąd został zwolniony w listopadzie 2020. W lutym 2021 został zaangażowany przez słowacki klub HC 07 Detva. W lipcu 2021 po raz trzeci został zawodnikiem chińskiego Kunlun Red Star. W grudniu 2021 przeszedł do Admirała Władywostok.

## Sukcesy
Indywidualne
- KHL (2014/2015):
  - Najlepszy bramkarz miesiąca - styczeń 2015[12]
  - Najlepszy bramkarz - ćwierćfinały konferencji 2015[13]
  - Pierwsze miejsce w klasyfikacji skuteczności interwencji w sezonie zasadniczym: 94,6%
  - Drugie miejsce w klasyfikacji średniej straconych goli na mecz w turnieju: 1,45
  - Czwarte miejsce w klasyfikacji meczów bez straty gola w sezonie zasadniczym: 5
  - Trzecie miejsce w klasyfikacji skuteczności interwencji w fazie play-off: 93,7%
  - Czwarte miejsce w klasyfikacji średniej goli straconych na mecz w fazie play-off: 1,63
  - Piąte miejsce w klasyfikacji meczów bez straty gola w fazie play-off: 2